# Can Sicra
Can Sicra és un habitatge a primera línia de mar a la vila de Blanes (la Selva) inclosa en l'Inventari del Patrimoni Arquitectònic de Catalunya.

## Arquitectura
Edifici que comunica amb dos carrers, com són el Passeig de Mar (passeig Mestrança) 92, 93 i el Carrer de l'Esperança 86, 88. El solar està dividit en dos immobles contigus i annexes. La façana principal és la que dona al passeig de Mar o de la Mestrança. Consta de dos pisos o plantes. En la planta baixa, s'hi disposen quatre obertures, seguint l'articulació següent, dues obertures grosses que actuen com a portal, i dues finestres petites projectades com a balcó, les quatre de mig punt.
L'aparell encoixinat, no arrenca des de la base de l'edifici, sinó amb l'arrencada del basament de les finestres reduïdes plantejades com a balcó. Pel que fa al primer pis, aquest apareix centralitzat per un gran balcó cobert, el qual està ornat amb vidrieres de diferents colors; està partit, és a dir, mig balcó per a cada immoble, sustentat per tres poderoses mènsules de grans dimensions i coronat per una cornisa, la qual està ornada amb motius vegetals, en el centre de la qual s'ha inscrit la data de la construcció de l'edifici, com és 1915.
L'arrancada d'aquest gran balcó, conjuga amb la primera cornisa, que actua com a separació entre la planta baixa i el primer pis. Finalment, aquest balcó, apareix flanquejat a banda i banda, per dues obertures de mig punt, respectivament, projectades com a balcó.

## Història
Tot el sector, des de Can Frigola fins gairebé al final del passeig, havia sigut propietat de la fàbrica de cuir adobat de Can Tosas, una de les més importants d'Espanya i que a partir de la pell de búfal produïa corretges i tacs per a les indústries tèxtils. Les primeres naus de Can Tosas es van inaugurar tot just començar el segle xx i estaven situades a la primera línia de passeig, però poc temps després van traslladar-se al carrer de l'Esperança i en aquest espai s'hi van construir quatre cases pels propietaris.
La primera d'aquestes cases, que és la que realment ens interessa aquí i que estem sotmetent a estudi, va ser inaugurada l'any 1915 i estava dividida en dues meitats idèntiques, encara es pot llegir aquesta data al capdamunt de la galeria del primer pis. A la primera porta vivia el senyor Narcís Sicra i Eulàlia Galí Passapera, a la segona porta Rossend Tosas i Cristina Galí Passapera. A l'altra casa hi vivia la família de la Teresa Galí Passapera i el seu germà Estanislau, però tot i que també estava dividida en dues meitats iguals, era una casa molt més petita i només tenia una planta baixa.
La Paquita Sicra i en Falet recorden un fragment d'una auca satírica que va fer la gent de la Casa del Poble on s'anomena al seu pare, regidor i propietari de la fàbrica, i a dos personatges més, en Gallet (Bonaventura Puig) i en Gaspar Burcet i Malvàsia – tots dos van ser alcaldes de Blanes-. El fragment que fa referència a la instal·lació del servei d'aigües municipals l'any 1925, diu així: “Per més que t'escanyis de set no podràs beure a galet moscatell ni malvasia, per guarir-te del teu mal, beu aigua municipal, una xicra cada dia”.